# A Matter of Faith
Back to my Roots é o sexto álbum de estúdio do cantor estadunidense Turley Richards, lançado em 2007.

## Faixas
Todas as músicas por Turley Richards.
1. It's a Matter of Faith - 3:53
2. Let Me Pray with You - 2:53
3. Two Words: Wedding Day Prayer - 3:18
4. Beacon - 3:41
5. Nothings Impossible - 2:37
6. Lord, Please Take My Hand - 3:18
7. Forever, I'll Love You - 4:11
8. I'm So Glad You Prayed for Me - 4:00
9. I'm Goin Home - 3:56
10. Thank You Lord - 4:05